# Enema (zoologia)
Enema (Hope, 1837) è il nome di un genere di coleotteri appartenenti alla famiglia degli Scarabeidi (sottofamiglia Dynastinae).

## Descrizione

### Adulto

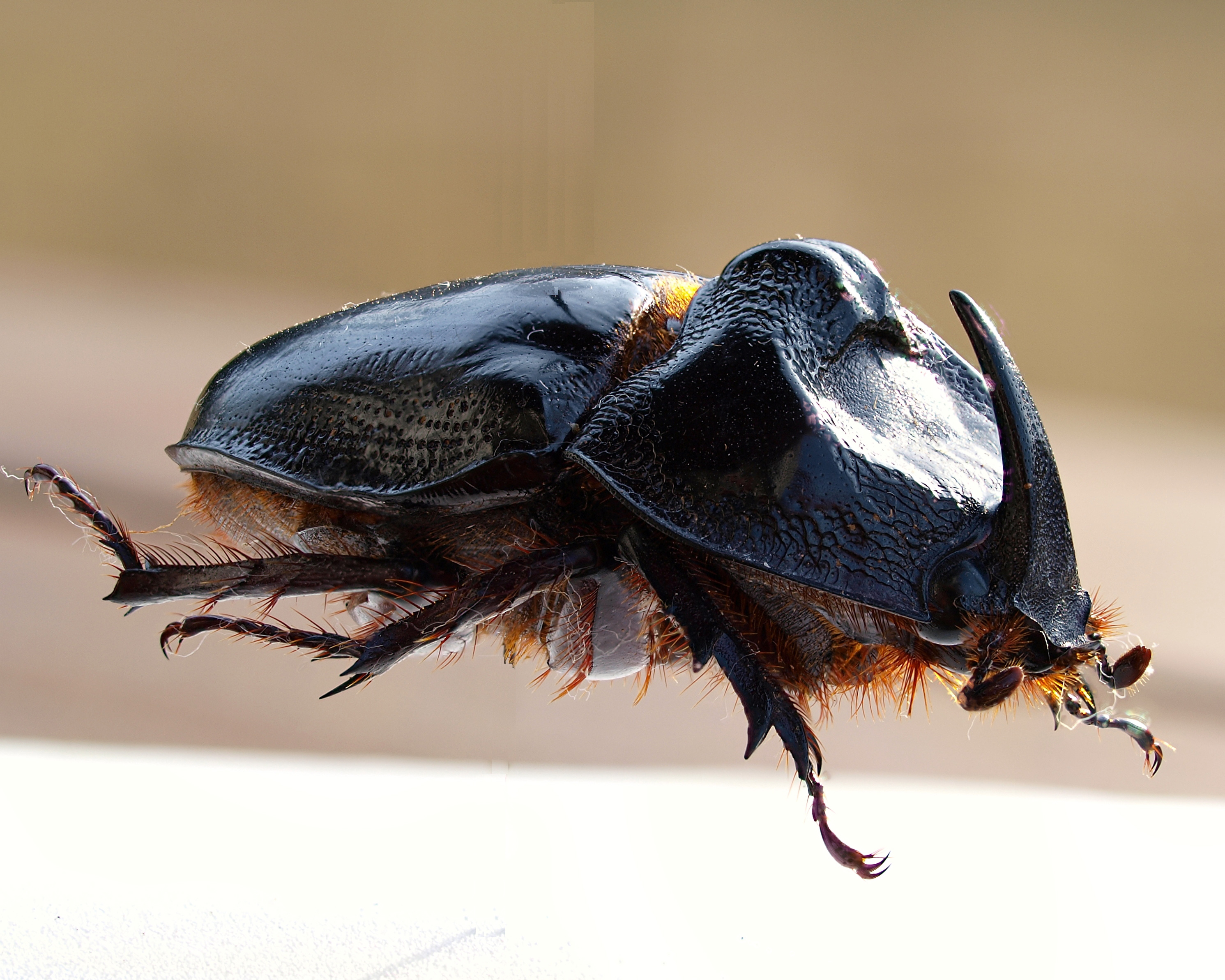
Esemplare femmina di Enema pan.

Sono coleotteri di dimensioni medio-grandi. Presentano un corpo tarchiato e robusto, dal colore nero laccato. I maschi presentano un corno cefalico e un corno toracico (quest'ultimo molto più evidente nella specie Enema pan), utilizzati nelle battaglie contro gli altri maschi, mentre le femmine, al contrario degli altri Dynastinae sono dotate solo di un piccolo corno cefalico. Questa caratteristica distingue il genere Enema dagli altri Dynastinae del nuovo mondo.

### Larva
Le larve hanno l'aspetto di grossi vermi bianchi dalla forma a "C". Presentano il capo sclerificato e le tre paia di zampe atrofizzate. Lungo i fianchi presentano una serie di forellini chitinosi che permettono all'insetto di respirare nel terreno.

## Biologia
Gli adulti sono di abitudini notturne e ogni specie predilige ambienti differenti: è stato osservato che Enema pan tenda più a trattenersi in ambienti boschivi e forestali mentre E. endymion si spinge anche in ambienti secondari e rurali e risulta anche essere molto più comune. Verosimilmente le larve si sviluppano a spese di legno morto o radici di bambù.

## Distribuzione
Il genere Enema è diffuso in America centro-meridionale, dal Messico meridionale al sud America.

## Tassonomia
Il genere racchiude le seguenti specie:
- Enema pan (Fabricius, 1775)
- Enema endymion (Chevrolat, 1843)